# Grande-Bretagne aux Jeux paralympiques d'hiver de 1992
La Grande-Bretagne participe aux Jeux paralympiques d'hiver de 1992 à Tignes est Albertville. Elle y remporte cinq médailles : zéro en or, une en argent et quatre en bronze, se situant à la quinzième place des nations au tableau des médailles. La délégation britanniques regroupe 15 sportifs.